# Wii
Wii（/wiː/ WEE；非正式称为任天堂Wii）是由任天堂于2006年11月19日发布的家用游戏机。作为第七世代游戏机，与微软的Xbox 360和索尼的PlayStation 3竞争。任天堂表示，其游戏机的目标用户群比另外两家更广。截至2006年第一季度，Wii的全球销量超过了PlayStation 3和Xbox 360，销量超过1.01亿部；2009年12月，这款游戏机打破了美国单月销售记录。
与Wii同时发布的游戏控制器「Wii遥控器」，其为一种手持便携式定点设备并拥有能在三维空间检测移动的能力。主机能运行存储在Wii光盘上的游戏。它也支持现已结束支持的WiiConnect24服务，其能使Wii在待机状态时通过互联网接收消息和进行系统更新。与其他第七世代电子游戏机类似，Wii支持一项叫“Virtual Console”的服务，能使Wii下载并模拟运行前代任天堂机型上发布的游戏。Wii也支持串流网络视频，如BBC iPlayer，和其他由任天堂通过互联网提供的服务。2013年6月28日起，Wii互联网服务逐步停止；自2018年3月起，用户无法再购买Wii点数，所有剩余点数从2019年1月31日开始变得无法使用并永久丢失；2019年1月31日起，只有游戏的重新下载、系统软件更新和Wii和Wii U之间的数据传输服务仍可使用，但也将在未来的某个时间取消。
Wii的发布取代了上一代任天堂游戏机GameCube；Wii的最初版机型可以完全向后兼容所有GameCube游戏和大多数配件。任天堂在2004年的E3新闻发布会上首次提到了这款游戏机，随后在2005年的E3上发布了这款游戏机。任天堂首席执行官岩田聰还在2005年9月的东京电玩展上展示了Wii控制器的原型。在2006年E3展上，这款游戏机赢得了几个奖项中的第一个。到2006年12月8日，Wii已经在四个主要市场推出。
后来发布的新型号Wii不再兼容任天堂GameCube。2011年，任天堂在欧洲、澳大利亚和北美发布了一款修订版产品。2012年12月7日，任天堂首次在加拿大发布Wii Mini，这是任天堂自1997年SNS-101超級任天堂游戏机以来首次发布进行了重新设计的家用电子游戏机。Wii Mini只能运行Wii光盘，因为它既不兼容任天堂GameCube，也没有网络连接功能；该机型没有在日本、澳大利亚或新西兰发布。Wii的继任者Wii U于2012年11月18日发布。2013年10月20日，任天堂证实已停止在日本和欧洲生产Wii。

## 历史

### 开发
Wii是在2001年任天堂GameCube首次发布时构思出来的。根据对任天堂游戏设计师宫本茂的采访，Wii的开发专注于开发一种全新的玩家互动形式。“大家的共识是性能并不是游戏机的一切。市面上太多强大的游戏机是无法共存的。这就像如果世界上只有各种凶猛的恐龙，那它们可能只会互相战斗，加速自己种族的灭亡。”
2003年，任天堂的游戏工程师和设计师开始在这个概念上进一步开发Wii。到2005年，Wii的控制器的交互方式已经成形，但预期在当年E3电子娱乐展上的控制器公开展示被取消了。宫本茂表示，公司“有一些故障排除要做”。所以我们决定先不展示Wii控制器，而是只展示游戏机主机。任天堂总裁岩田聪随后在9月份的东京游戏展上展示了Wii遥控器。
任天堂DS也影响了Wii的设计。设计师芦田健一郎说:“我们在开发Wii的时候，脑子里一直想着任天堂DS。我们考虑过模仿任天堂DS的触摸屏操控方式，甚至还设计了一个原型。”这个想法最终被拒绝了，因为如果如此任天堂DS会与Wii系统功能重叠。宫本茂还说:“……如果DS失败了，我们可能还会重新设计Wii。”
2011年6月，任天堂公布了Wii的后续产品的原型，即Wii U。

### 名字
在Wii的代号“Revolution”公布之前，媒体们称这款游戏机为“GCNext”（任天堂GameCube（GC）的下一代）或“N5”（任天堂第五代家用游戏机）。Wii的代号“Revolution”于2004年5月11日在加州洛杉矶举行的E3电子娱乐展前的任天堂新闻发布会上宣布，从这天开始人们就称这款游戏机为“Revolution”，直到2006年4月27日E3展开幕，任天堂公布了其正式名称“Wii”。
任天堂表示“Wii”名称其中的两个小写的“i”字是为了代表并排站着的两个人（代表玩家聚集在一起），并还代表了放在一起的Wii遥控器和Nunchuk。自该名称公开以来，任天堂还对为什么选择这个名字做出了解释：
一些电子游戏开发者和媒体人士表示，他们更喜欢“Revolution”这个名字，而不是“Wii”。《福布斯》对“Wii”这个名字表示担心：“这个名字会给游戏机带来一种持续的‘幼稚’的感觉”。英国广播公司在任天堂宣布这个名字的第二天报道：互联网上出现了“一长串基于这个名字的幼稚笑话”。
任天堂美国企业事务副总裁佩林·卡普兰为选择“Wii”而不是“Revolution”作为名称进行了辩解，并回应了对这个名字的批评，他说:“和它一起生活，和它一起睡觉，和它一起吃饭，和它一起前进，希望它们能到达同一个地方”。任天堂美国总裁雷吉·菲尔斯-埃米承认了最初观众们对名称问题的反应，并进一步解释了正式名称与开发代号不同的原因：
《任天堂风格指南》称这款游戏机的名字“只是简单的‘Wii’”，而不是带有任天堂前缀的“任天堂Wii”。Wii的后代产品Wii U，也在市场宣传中去掉了“任天堂”为前缀。但Wii U的后代产品任天堂Switch却加上了任天堂为前缀。

### 发布
2006年9月14日，任天堂宣布了对应日本、北美洲和南美洲、大洋洲、亚洲和欧洲的发布信息，其中包括发布日期、建议价格和预计的库存分配数据。根据宣布的数据，2006年的大部分库存将分配到美洲，并且将会有33款游戏将会与游戏机同时发布开售。Wii于2006年11月19日在美国上市，售价为249.99美元，随后于2006年12月8日在英国上市，售价179英镑。在英国的许多商业街和网上商店都普遍出现了Wii缺货现象，甚至无法在开售时满足所有的预订订单。Wii于2008年4月26日在韩国推出，于2008年7月12日在台湾推出，于2009年12月12日在香港推出。

## 受众人群
任天堂希望其游戏机能比其他第七代游戏机拥有更广泛的受众群体。2006年12月，在任天堂DS游戏《勇者斗恶龙IX 星空的守护者》的新闻发布会上，岩田聪坚称，“我们不是在考虑与索尼对抗，而是考虑我们能让多少人享受游戏。我们考虑最多的不是便携式游戏机等其他的东西，而是我们想让更多的人来玩游戏。”这也反映在了任天堂在北美的一系列由奥斯卡金像奖得主史蒂芬·加汉执导的电视广告和网络广告中。广告口号是“Wii would like to play”（以“Wii”作为“We”（我们）的谐音表达“我们想玩”）和“Experience a new way to play”（体验一种新的游戏方式）；这则广告开始于2006年11月15日，当年的总预算超过2亿美元。这是任天堂的第一个基础十分雄厚的广告，其中包括一个两分钟的视频剪辑，展示了各种各样的人正在享受Wii游戏机：城市公寓居民、牧场主、祖父母和带着孩子的父母。广告中使用了吉田兄弟的歌曲《Kodo（《太阳内幕》混音版）》。英国《人物報》的一篇报道还称，英国女王伊丽莎白二世曾使用过这款游戏机。

## 软件

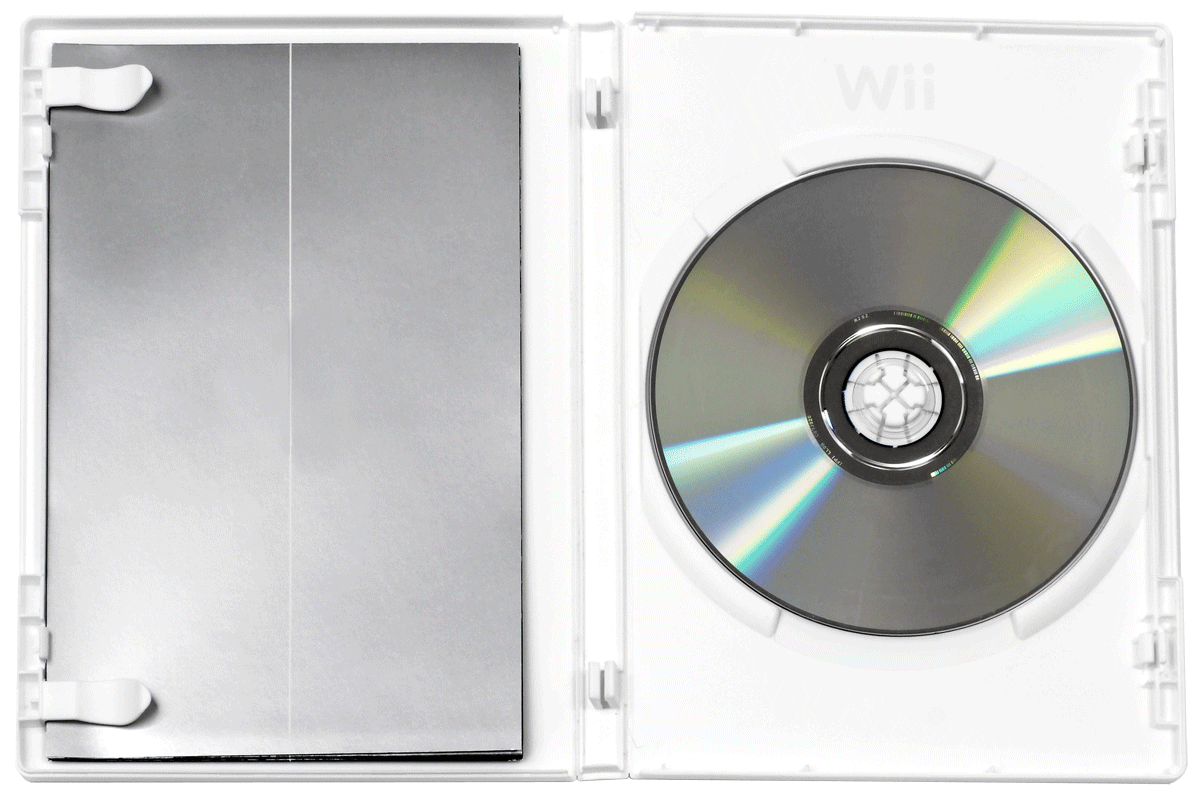
装在盒子中的Wii光盘

Wii游戏通过专用的DVD型Wii光盘发行，这些光盘包装在带有说明书的盒子里。在欧洲，在封面插入面的下方边角处有一个三角形。三角形按不同的颜色进行编码，以标识游戏所属的区域和包含哪些语言的说明书。游戏机同时也支持区域锁定：一个区域中可用的软件只能在该区域的硬件上播放。
任天堂的旗舰游戏（包括《塞尔达传说》、《超级马里奥》、《動物森友會》、《精灵宝可梦》和《銀河戰士》）都在Wii上发布了新游戏，此外还有许多原创游戏和第三方开发的游戏。任天堂获得了育碧、世嘉、史克威尔艾尼克斯、动视暴雪、艺电和卡普空等公司的第三方支持，为Wii开发的游戏数量超过了为PlayStation 3或Xbox 360开发的游戏。 任天堂还推出了新的“用Wii玩”游戏系列，其中的游戏大多来自任天堂GameCube，并对Wii进行了优化。
Virtual Console服务让Wii玩家可以在Wii上游玩来自红白机、超級任天堂、任天堂64、世嘉的Genesis/Mega Drive和Sega Mark III/Sega Master System、日本電氣的TurboGrafx-16/PC Engine、SNK的Neo Geo游戏机、康懋達64和街机游戏。Virtual Console游戏通过前Wii商店频道在宽带互联网上分发，并保存在Wii内部闪存或可移动的SD卡上。下载后，可以从Wii菜单（作为单独的频道）或SD卡（通过SD卡菜单）访问Virtual Console游戏。同时Wii还有第三方Wii Homebrew频道，这个频道可以利用Wii来安装，运行未经授权的自制应用程序。
游戏开发套件Unity可以用来开发官方的Wii游戏，但是开发者必须先得到任天堂的授权才能开发游戏。游戏也必须得到任天堂接受后才能出售。
截至2018年12月31日，Wii游戏在全球的销量达到了9.2066亿。截至2011年3月，已有104款游戏销量超过100万。其中销量最高的游戏《Wii Sports》在大多数地区与游戏机捆绑销售，截至2018年9月30日，达到了8286万的销量，超过了《超级马里奥兄弟》成为了2009年全年销量最好的游戏。但截至2019年5月，《我的世界》为目前销量最好的游戏，总销量为1.76亿份。销量最多的非捆绑销售的Wii游戏《瑪利歐賽車Wii》，截至2018年9月30日在全球售出了3714万套。
PROPE於2015年4月2日推出的《天空機士羅迪亞》是该游戏机在日本地區最后一款游戏。育碧於2019年11月5日推出的《舞力全開2020》是该游戏机在北美地區最后一款游戏。2020年7月9日由Vblank Entertainment開發的《Shakedown: Hawaii》和《Retro City Rampage DX+》，並在歐洲地區限量發行的兩款作品，為该游戏机推出的最后游戏，距离Wii的发布已经过了13年半。

### 首发游戏
在北美和南美地区，总共有21款游戏于Wii发布当天公布，还有另外12款于2006年的晚些时候发布。《Wii Sports》在除日本和韩国地区均与机器捆绑销售。相较于其他第七世代游戏机游戏的平均售价60美元，Wii游戏在大多数美国零售店的售价通常最多为50美元。
| 首发游戏                         | 发布地区                      |
| -------------------------------- | ----------------------------- |
| 《降卋神通：最後的截氣神通》     | 美洲地区                      |
| 《疯狂农庄》                     | 美洲地区                      |
| 《使命召唤3》                    | 美洲地区 欧洲 澳大拉西亚      |
| 《汽车总动员》                   | 美洲地区 欧洲 澳大拉西亚      |
| 《蠟筆小新 春日部最強大的家庭》  | 日本                          |
| 《龙珠 Z：电光火石 2》           | 美洲地区                      |
| 《能源小精灵》                   | 日本                          |
| 《祭典遊戲達人》                 | 日本                          |
| 《激情卡車》                     | 美洲地区                      |
| 《愛酷一族》                     | 美洲地区                      |
| 《弹珠台名人堂：戈特利布收藏版》 | 欧洲                          |
| 《GT职业赛车》                   | 美洲地区 欧洲 澳大拉西亚      |
| 《快樂腳》                       | 美洲地区 欧洲                 |
| 《轉轉球迷宮》                   | 日本                          |
| 《薩爾達傳說 黃昏公主》          | 美洲地区 日本 欧洲 澳大拉西亚 |
| 《米侬：每日英雄》               | 日本                          |
| 《劲爆美式橄榄球2007》           | 美洲地区 欧洲                 |
| 《漫威英雄：终极联盟》           | 美洲地区                      |
| 《怪物四驱：世界巡回赛》         | 美洲地区 欧洲                 |

| 首发游戏（接左表）                       | 发布地区                      |
| ---------------------------------------- | ----------------------------- |
| 《巨虫魔岛》                             | 日本                          |
| 《極速快感：玩命山道》                   | 美洲地区 欧洲 澳大拉西亚      |
| 《丛林大反攻》                           | 美洲地区 欧洲 澳大拉西亚      |
| 《怪獸大破壞》                           | 美洲地区 欧洲 澳大拉西亚      |
| 《雷曼：瘋狂兔子》                       | 美洲地区 欧洲 澳大拉西亚      |
| 《赤铁》                                 | 美洲地区 日本 欧洲 澳大拉西亚 |
| 《SD高达疾速流星锤》                     | 日本                          |
| 《海绵宝宝历险记：来自香酥蟹堡店的生物》 | 美洲地区 欧洲                 |
| 《超级水果瀑布》                         | 欧洲                          |
| 《超级猴子球：香蕉闪电战》               | 美洲地区 日本 欧洲 澳大拉西亚 |
| 《魔法飞球》                             | 日本                          |
| 《宠物蛋的聚会/宠物蛋的闪亮大总统》      | 日本                          |
| 《托尼霍克极限滑板：下坡》               | 美洲地区 欧洲 澳大拉西亚      |
| 《神使之杖Z 雙超執刀》                   | 美洲地区 日本                 |
| 《舞動瓦利歐製造》                       | 日本                          |
| 《Wii第一次接觸》                        | 日本 欧洲 澳大拉西亚          |
| 《Wii Sports》                           | 美洲地区 日本 欧洲 澳大拉西亚 |
| 《飞行大陆》                             | 日本                          |

《银河战士Prime 3：堕落》在北美宣传为首发的游戏，但它的发行最终被推迟到了2007年8月27日。岩田聰最初也希望《任天堂明星大亂鬥X》也能成为首发游戏。
1. ↑  除韩国和日本地区外，Wii Sports与Wii捆绑销售

## 硬件

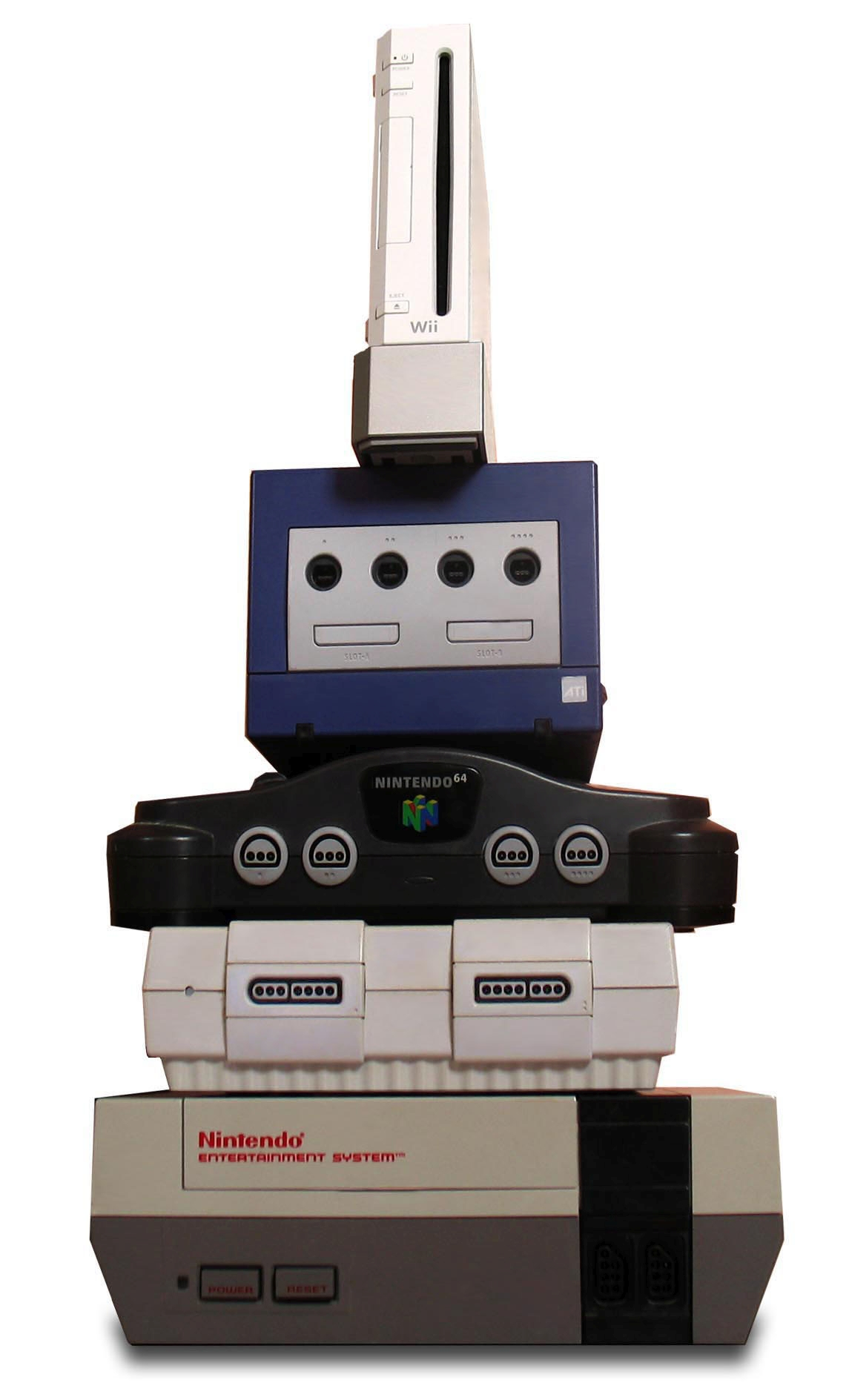
任天堂Wii（上）与任天堂GameCube、任天堂64、北美版SNES和歐美版NES的尺寸比较

Wii是任天堂当时最小的家用电子游戏机，当垂直放置时，Wii宽44毫米、高157毫米、长215.4毫米，稍微大于三个DVD光盘盒叠在一起。底座宽55.4毫米、高44毫米、长225.6毫米。主机重为1.2千克，使它成为了在三个主要第七世代遊戲機中最轻便的一个。Wii可以以垂直或水平方式摆放。Wii和其附件的所有型号编码均以“RVL-”开头，代表着主机的代号：“Revolution”。
主机正面拥有一个吸入式光驱，光驱由透明塑料环绕并可以发光，光驱支持12厘米Wii光盘和8厘米任天堂GameCube游戏光碟。（在韩国销售的所有机型以及其他地区的后续机型不支持GameCube光盘。）光驱周围的灯光在主机开启时会短暂的点亮，并会在主机通过WiiConnect24接收到数据时闪烁。在主机进行系统更新后（System Menu 3.0及以上），光驱周围的灯光也会在吸入或弹出光盘时点亮。当没有任何WiiConnect24信息时，灯光会保持熄灭状态。灯光也不会在游戏运行或使用其他功能时点亮。主机背面拥有两个USB接口主机正面的SD卡插槽盖后方拥有一个SD卡插槽。
Wii首发版主机盒子内含Wii主机、一个能让主机垂直摆放的底座、一个可以安装在底座上的透明的类圆形圆盘，用以稳定垂直摆放的主机、一个Wii遥控器、一个Nunchuk附加控制器、一个红外感应条、一个可以安装在感应条上的支架、一个外置电源适配器、两颗AA電池、一个拥有RCA端子的复合AV视频线缆、一个SCART转换器（仅在欧洲销售的主机中提供）、操作手册和游戏《Wii Sports》的副本（仅在美洲和欧洲销售的主机中提供）。复合视频以及其它种类的视频线缆另行销售。
Wii的光驱无法播放DVD视频、DVD音频或CD光盘。2006年，任天堂宣布将会在2007年发布一款新版本的Wii，其可以播放DVD视频光盘。但是，任天堂因需要满足对最初机型的需求而推迟了新款主机的发布。任天堂声明称，播放这些光盘“需要的不仅仅是系统固件升级”才能实现，它们也无法通过任何方式来对最初版Wii进行硬件升级来实现；后来，随着2013年Wii的停产，这一推迟发布最终也变成了取消。尽管如此，第三方开发者后来通过开发Wii自制软件为Wii添加了DVD光盘播放功能，并无需任何对Wii进行任何硬件更改。Wii也可以被黑客攻击，使主机拥有者能让Wii以非开发商预计的方式运作。Wii拥有许多品牌的破解芯片。
虽然任天堂在发布前展示了白色、黑色、银色、灰绿色和红色的游戏机和Wii遥控器，它在最初两年半的销售中只有白色的版本。2009年8月，黑色版本Wii在日本上市，2009年11月，黑色版本Wii在欧洲上市，2010年5月9日，黑色版本在北美上市。2010年11月11日，任天堂在日本推出了一款红色的Wii的套装，以纪念《超级马里奥兄弟》25周年，2010年10月29日，限量版红色Wii捆绑套装在欧洲发售，主机中包含预先安装的《大金刚》游戏以及《新超级马里奥兄弟Wii》和《Wii Sports》游戏光盘。套装中附赠了Wii遥控器Plus，其内置Wii Motion Plus技术。2010年11月7日，红色版本Wii套装在北美发售，内含《新超级马里奥兄弟Wii》、《Wii Sports》和Wii遥控器Plus。
2007年7月11日，任天堂在E3 2007上公布了Wii平衡板和《Wii Fit》。Wii平衡板为一个用于Wii的无线平衡板外设，并拥有多个压力感应器，用于感测用户的平衡中心。万代南梦宫娱乐也生产了一个类似的電子控制器，其相较于Wii平衡板拥有更简单的构造。

### Wii遥控器

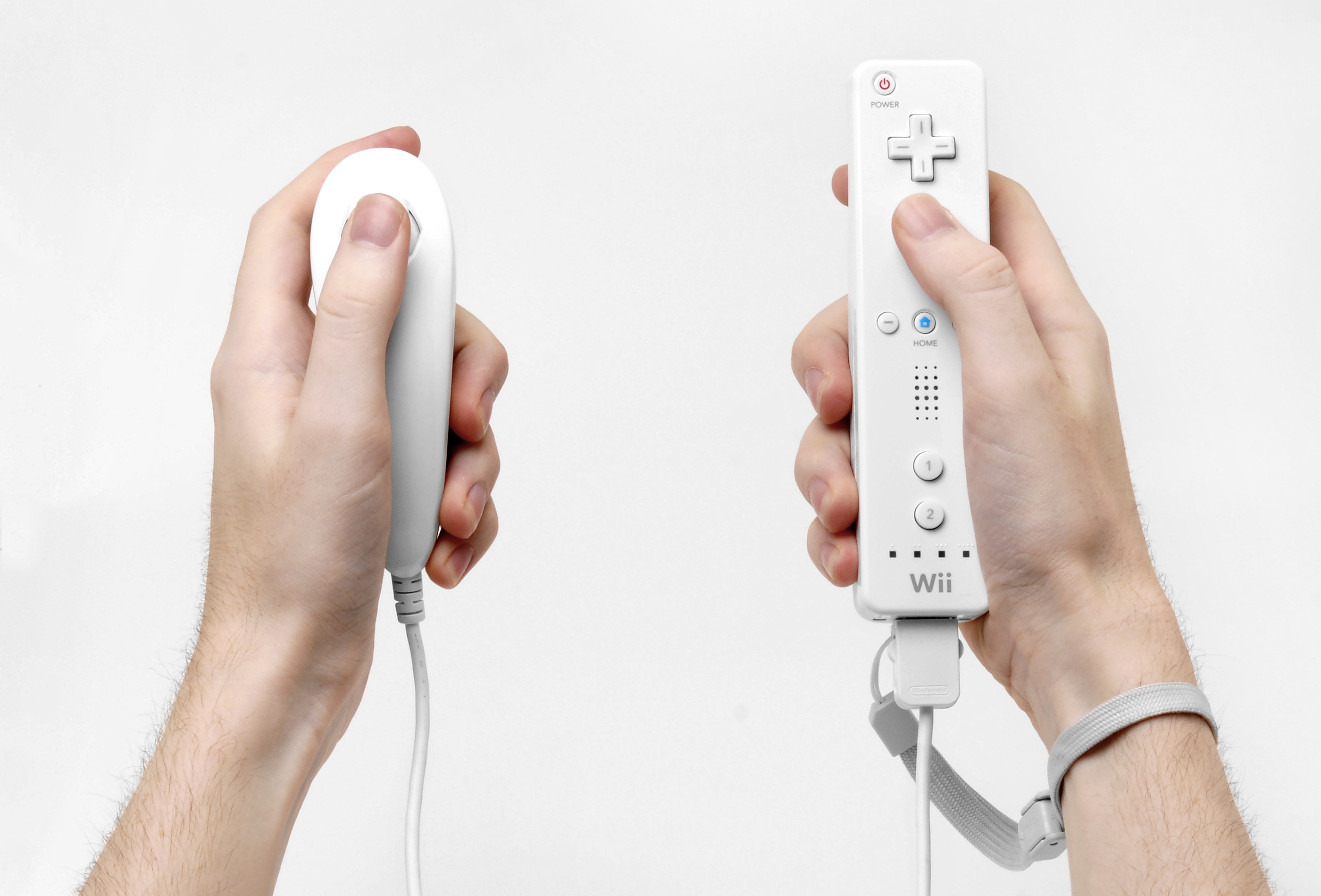
一个握在手中的Nunchuk、Wii遥控器和带子

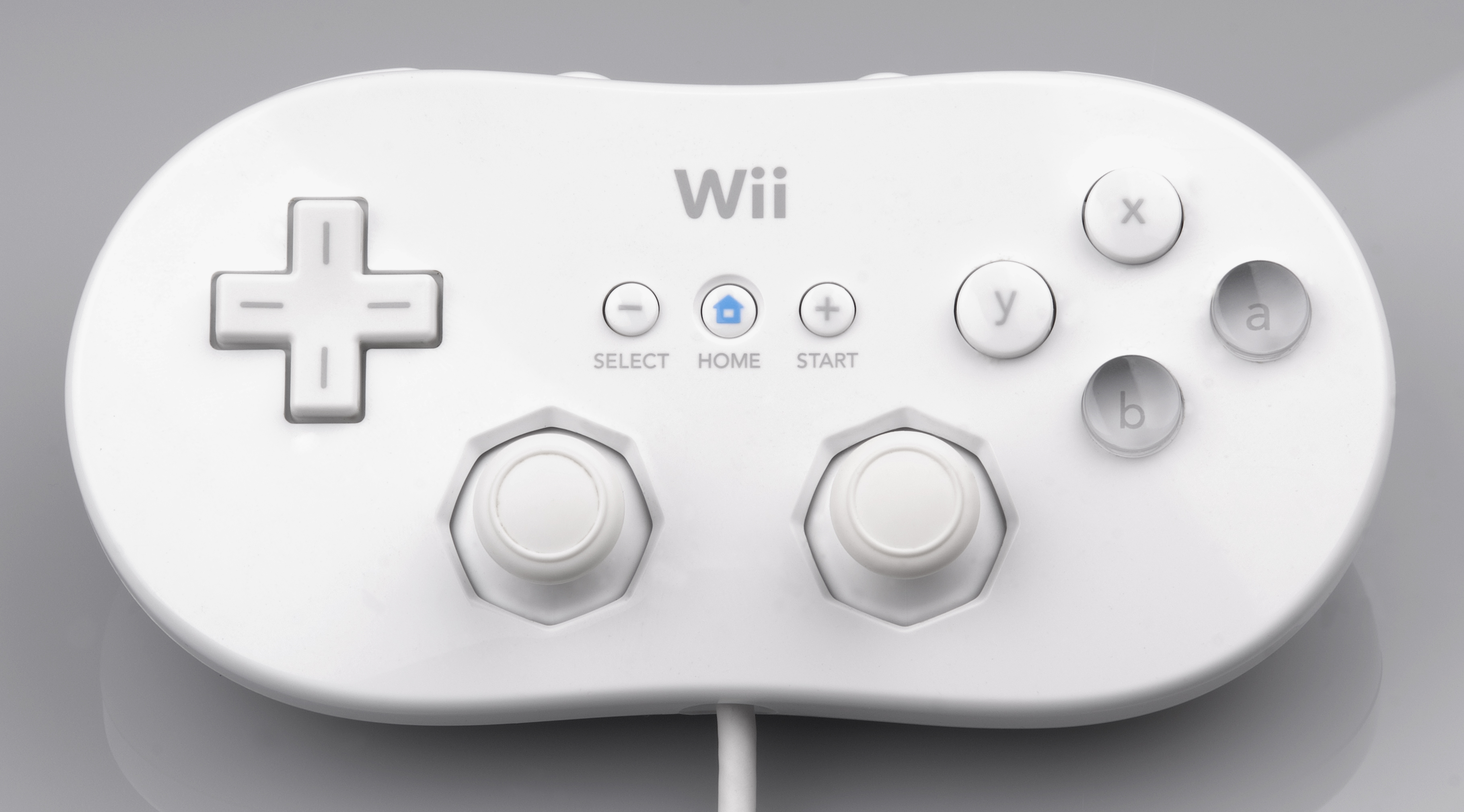
Wii经典控制器

Wii遥控器是主机的主要控制器。当Wii遥控器对着感应条的发光二极管时，其能使用内置的加速規和红外线检测器来感应遥控器在三維空間中的位置。这个设计使用户能通过手部动作和按钮来控制主机，Wii遥控器通过藍牙连接到主机，拥有大约30英尺（9.1米）的连接距离。支持振动功能，并内置了一个扬声器。任天堂设计了一个可移除的腕带外设，用以防止玩家无意摔落或甩出Wii遥控器。任天堂随后还推出了加强版的腕带和Wii遥控器套来提高抓握强度和保护。
Wii遥控器附件可以通过一个位于遥控器底部的专有接口连接到遥控器，例如Nunchuk：一个内置加速规和一个类比摇杆，两个扳机按键的附加控制器。一个内置陀螺仪的扩展附件Wii MotionPlus可以加强Wii遥控器的动作感应精度；MotionPlus功能最后添加进了新版本的Wii遥控器，并成为Wii遥控器Plus。在E3 2009上，任天堂还展示了一个“活力传感器”外设，可以检测玩家的脉搏。在2013年的问答采访中，岩田聪透露，活力传感器已经被搁置，因为在内部测试中发现，该设备并不是所有用户都能使用，而且用途过于狭窄。
Wii经典控制器是一个用于Wii的控制器，其类似于普通游戏控制器，其可以用于在Wii上游玩Virtual Console游戏。

### 存储器
Wii主机内置512MB不可移除闪存和一个用于增加外部储存空间的SD卡插槽，SD卡可以用于上传照片、备份游戏存档和存放下载的Virtual Console和WiiWare游戏。要使用SD卡槽传输游戏存档，主机必须进行系统升级。系统可以在Wii选项菜单通过互联网连接进行升级，或插入一张内含系统升级数据的游戏光盘。SD卡中存储的Virtual Console数据只能恢复到原备份的Wii主机中。SD卡也可以通过存储MP3文件来创建自制游戏内音乐（最初出现于游戏《激情卡車》）和用于使用在照片频道中的创建幻灯片放映功能。1.1版本的照片频道移除了MP3文件的播放支持并替换为了AAC。
在2008年10月的任天堂秋季新闻发布会，岩田聪公布Wii用户将可以把WiiWare和Virtual Console内容直接下载到下载到SD卡的选项。并称该选项是“解决主机内部储存空间不足的问题”的替代方案。该公告称，该其将于2009年春季在日本上市；任天堂在3月25日发布了这一更新。除了之前宣布的功能，这个更新还允许用户直接从SD卡玩游戏。实际上，所有频道的数据还是被复制到了Wii主机中知道玩家手动移除频道。2.0更新后Wii允许频道数据存储在SD卡上，但必须由玩家手动选择复制。更新也添加了对最大容量为32GB的SDHC卡的支持。

### 技术参数
任天堂几乎没有公布多少的Wii系统的技术细节，但一些关键细节后来被媒体泄露。虽然这些报道都没有经过官方证实，但它们通常都表明这款游戏机是任天堂GameCube架构的扩展（或升级）。具体来说，分析报告显示，Wii的性能大约是GameCube的1.5到2倍。根据硬件规格，Wii被认为是这一代主要家用游戏机中性能最弱的。

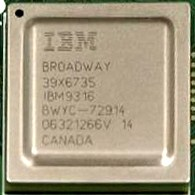
IBM Wii Broadway 运行处理器

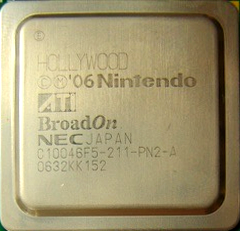
冶天科技 Wii Hollywood (graphics chip) 图形处理器

| 处理器： - CPU：基于PowerPC的Broadway处理器，采用90纳米制程 SOI CMOS技术及工艺，据报道†运行于729 MHz频率 - GPU：冶天科技 Hollywood图形处理器，采用90纳米制程 CMOS技术及工艺，据报道†运行于243 MHz频率 ^† 没有任何一个时钟频率得到任天堂、IBM或冶天科技官方确认。 存储器： - 88 MB主运行内存（24 MB 内置于显示处理器的1T-SRAM，64 MB外置GDDR3 SDRAM） - 3 MB嵌入式图形处理器材质内存和帧缓冲器 端口和外围功能： - 最多连接16个Wii遥控器（10个于标准模式，6个于一次性模式通过藍牙连接） - 任天堂GameCube控制器接口（4） - 任天堂GameCube记忆卡插槽（2） - SD卡插槽（截至系统版本4.0支持SDHC卡） - USB 2.0 接口（2） - 感应条电源口 - 位于Wii遥控器底部的附件插槽 - USB键盘用于于留言板，Wii商店和互联网频道输入信息（需要系统版本3.0和3.1） - 三美電機 DWM-W004 WiFi 802.11b/g 无线网络模组 - 支持可选的USB 2.0转以太局域网转换器 - “AV Multi Out”接口 内置内容评级系统： - 英國電影分級委員會（BBFC）、電腦娛樂分級機構（CERO）、娛樂軟件分級委員會（ESRB）、Australian Classification Board（ACB）、Office of Film and Literature Classification （新西兰）（OFLC）、泛歐遊戲資訊組織（PEGI）、德國娛樂軟件檢驗局（USK） | 存储: - 512 MB内置NAND闪存 - 可通过SD和SDHC卡扩展储存（最大32 GB） - 任天堂GameCube记忆卡（GameCube游戏存档时强制需要） - 吸入式光盘驱动器，兼容8厘米任天堂GameCube游戏光盘和12厘米Wii光盘 - Macronix Mask ROM 视频： - 独有“AV Multi Out”接口：支持复合视频，YPBPR复合视频S-端子（仅限NTSC制式机型），和RGB SCART（仅限PAL制式机型） - 480p（PAL/NTSC）、480i（PAL/NTSC）或576i（PAL），标准4:3或16:9变形宽屏幕 音频： - 双声道音频，支援Dolby Pro Logic II - 遥控器内置单声道扬声器 - 音频数字信号处理器 电源消耗： - 主机开启时：18瓦特 - 待机并连接WiiConnect24时：9.6瓦特 - 待机时：1.3瓦特 |

### 技术问题
第一个Wii系统软件更新通过WiiConnect24发布，造成了少数首发机型完全无法使用。迫使用户将机器寄送到任天堂进行维修（如果用户想要保留他们的游戏存档数据）或进行免费更换。
随着双层Wii光盘的发布，美国任天堂公司表示，一些Wii机器可能由于激光镜头被污染而难以读取高密度光盘。任天堂为这一问题发售了激光镜头清洗工具并提供免费的游戏机维修服务。
Wii遥控器可能会失去与已配对的Wii系统的连接，需要重新设置和同步。任天堂的支持网站为这一问题提供了故障排除说明。

## 机能
主机通过其硬件和固件为用户提供了许多功能，硬件上Wii能连接许多第三方外设配件，固件上用户能通过WiiConnect24来使用和接收到许多服务及更新。

### Wii菜单
Wii菜单界面的设计模仿了电视频道的风格。许多不同的频道以方格排列在画面中，用户使用Wii遥控器的指点功能进行选择。除了光盘频道外，其他所有的频道都可以通过同时按下控制器上的A和B按钮来“抓住”频道并移动其在画面方格中的位置。Wii总共有6个主要的频道：光盘频道、Mii频道、照片频道、Wii商店频道、天气预报频道以及新闻频道。最后两个频道在Wii首发时尚无法使用，并在后期通过系统更新进行启用。自2008年10月后，Wii + 网络视频频道开始预装在所有的Wii机器中。其他附加频道，如WiiWare和Virtual Console游戏，可以通过Wii商店频道的进行下载；例如大家的投票频道、互联网频道、Check Mii Out频道以及大家的任天堂频道。

### 向下兼容

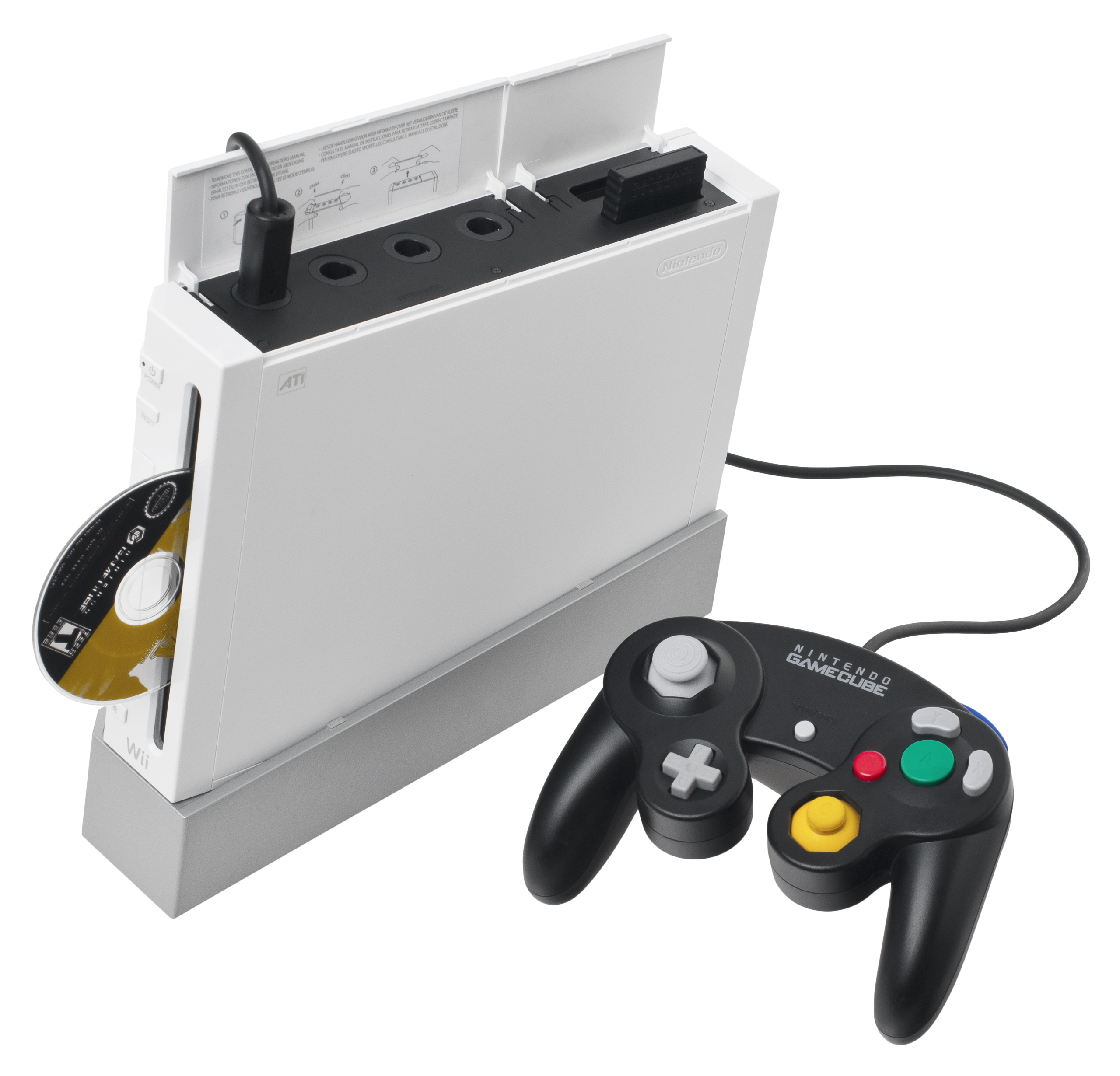
最初型号的Wii支持任天堂GameCube记忆卡和控制器

Wii主机最初就设计为向下兼容任天堂GameCube软件、任天堂GameCube记忆卡以及任天堂GameCube控制器。软件兼容是通过吸入式光驱支持任天堂GameCube游戏光碟来实现的。但是，Wii的重新设计机型RVL-101和Wii Mini不支持向下兼容功能。
运行GameCube光盘时的Wii主机的机能会有所限制，要游玩GameCube游戏，用户必须拥有GameCube控制器。如果用户想要存储游戏进度及内容，用户必须使用GameCube记忆卡；Wii内部闪存无法存储GameCube游戏存档文件。另外，向下兼容功能在某些方面也会有所限制。例如，部分GameCube游戏的在线或局域网多人游戏功能无法在Wii上使用，因为Wii并没有用于连接任天堂GameCube宽带和调制解调器转接器的串行连接口。

### 任天堂DS连接能力
Wii系统可以不使用任何外部设备来与任天堂DS进行无线连接。这个功能能让玩家使用任天堂DS的麦克风和觸控式螢幕来控制Wii游戏。第一个使用这个功能的Wii游戏是《精靈寶可夢戰鬥革命》：玩家可以使用正在运行《精靈寶可夢 鑽石》或《精靈寶可夢 珍珠》游戏的任天堂DS当作控制器来操控Wii进行游玩。游戏《最终幻想水晶编年史 时之回声》同时在Wii和任天堂DS上推出，其也支持连接功能，使玩家在两个游戏上的进度相同。任天堂后来发布了大家的任天堂频道，其能使玩家下载游戏演示或其他附加数据到任天堂DS上，与DS下载站功能类似。Wii也能对DS游戏进行扩展。

### 在线能力
Wii主机可以通过其内置的802.11b/g WiFi或外置的USB转以太网转接器连接到互联网；这两个方法都可以让玩家连接到任天堂Wi-Fi连接服务。这个服务为玩家提供了许多功能，如Virtual Console，WiiConnect24，互联网频道，天气预报频道、大家的投票频道、新闻频道和Check Mii Out频道。Wii也支持自己建立无线局域网来与其他Wii连接和通信，使玩家能在本地无线多人在不同的电视上游玩游戏，《军团战争2》是第一个使用这个功能的游戏，其能使用多台电视机和Wii进行不分屏的多人游戏。

#### 影音功能
2008年4月9日，英国广播公司宣布其在线服务BBC iPlayer将会通过互联网频道在Wii上可用；但是部分用户在使用这项功能时遇到了困难。2009年11月18日，英国广播公司在Wii上推出了BBC iPlayer频道，其可以从Wii商店频道上免费下载；这项服务于2017年初停止运行。
Netflix于2010年10月18日在加拿大和美国在Wii商店频道上发布了Netflix频道。根据一份来自尼爾森NV的调查报告，截至2011年7月，有25%的Netflix订阅者使用Wii上的Netflix频道来使用Netflix服务。
Hulu于2011年10月宣布他们将会在Wii和任天堂3DS上发布其自己的流媒体服务Hulu Plus。Hulu Plus于2012年2月16日在Wii上作为可免费下载的频道发布。
YouTube在2012年12月15日于美国在Wii上发布了其可下载频道、Wii上的YouTube频道于2017年6月28日停止运行，这是YouTube计划淘汰旧设备的一部分。
亞馬遜影片，亞馬遜公司的流媒体服务，于2013年1月14日在Wii上以可下载频道的方式发布。
Crunchyroll，一个日本动画流媒体播放服务，于2015年10月15日以可下载频道的方式在Wii上发布。
2018年，Netflix宣布任天堂将于2019年1月30日关闭Wii的视频流媒体服务的支持，包括Netflix。

### 家长控制
Wii支持家长控制，其用于防止年轻用户游玩拥有不适合其年龄段的内容的游戏。当用户尝试打开Wii或Virtual Console游戏时，主机会读取存储在游戏数据中的分级数据，如果分级数据大于系统中设定的年龄等级，游戏将停止加载，直到玩家输入家长控制密码。家长控制功能也可以限制互联网访问功能，其能屏蔽互联网频道和系统更新功能。因为Wii在运行任天堂GameCube游戏时会限制部分Wii机能，家长控制功能不影响任天堂GameCube游戏。
欧洲机型主要使用泛歐遊戲資訊組織（PEGI）分级系统，北美机型主要使用娛樂軟件分級委員會（ESRB）分级系统。Wii支持许多分级系统，例如在日本使用的電腦娛樂分級機構（CERO）系统，在德国使用的德國娛樂軟件檢驗局（USK）系统，在英国使用的使用泛歐遊戲資訊組織（PEGI）和英國電影分級委員會（BBFC）系统，在澳大利亚使用的澳大利亚分级委员会（ACB）系统和在新西兰使用的Office of Film and Literature Classification（OFLC）系统。自制软件开发者也反向工程了任天堂的家长控制功能，创建了能重置遗忘的家长控制密码的代码。

## 评价和反应
Wii得到了普遍的好评。该系统在2006年E3展览中也受到了普遍好评。在活动中，任天堂的游戏机赢得了游戏评论家奖中的展览最佳和最佳硬件奖。在2006年12月的《科技新时代》杂志上，Wii获得了家庭娱乐大奖。派拉蒙电视网的视频游戏奖提到了Wii的突破性技术。GameSpot在“2006年度最佳和最差硬件”评选中，选择了Wii作为最佳硬件。该系统还獲《PC World》杂志选为年度20个最具创新力的产品之一。这款游戏机在2007年的金摇杆奖上获得了年度创新奖。在电子游戏与平台的开发与实现的工程与技术领域，任天堂获得了美国国家电视艺术与科学学院颁发的游戏控制器创新艾美奖。2009年，IGN将Wii评为史上最伟大的游戏机第十位（总共25位）。
Wii的成功让第三方开发者措手不及，许多开发者为他们早期游戏的质量道歉。在接受德国新闻杂志《明镜》采访时，育碧的伊夫·吉列莫特和阿兰·科雷承认，他们匆忙推出自己的游戏是个错误，他们承诺将更严肃地对待未来的项目。仅为GameCube发布过几款游戏的Take-Two Interactive也改变了对任天堂的态度，将Wii放在了更重要的位置。
与此同时，对Wii遥控器和Wii硬件规格的批评也浮出了水面。GameSpot前编辑、Giantbomb.com网站创始人杰夫·格斯特曼表示，遥控器的扬声器的声音质量很低，而Factor 5的总裁朱利安·埃格布雷希特则批评说，Wii的音频硬件不符合这一代游戏机的标准。总部位于英国的开发商Free Radical Design表示，Wii的硬件缺乏运行其计划在其他第七代游戏机上发布的游戏所需的能力。 Wii的网络连接能力也受到了批评；IGN的马特·卡萨马西纳将Wii和任天堂DS比较时称Wii的网络连接功能“完全不直观”。
游戏设计师和《模拟人生系列》的创始人威爾·萊特在第七代游戏机的背景下分享了他对Wii的看法：“我认为我目前看见的唯一一个下一世代游戏机只有Wii；PS3和Xbox 360感觉只是其上一代的性能加强版本而已，游戏也几乎都是同样的游戏，只是做了些小小的改进罢了。但Wii给人的感觉是一个巨大的飞跃，不是因为它的画面性能更强大，而是它完全触及到了一个完全不同的人群。”
有认为游玩Wii比游玩其他游戏机更需要体力。一些Wii玩家在游玩后患上了肱骨外上髁炎，这被玩家们称为“Wiiitis”。《英國醫學期刊》发表的一项研究称，Wii玩家比久坐不动的电脑游戏玩家消耗更多的能量。虽然这种能量的增加可能有利于体重的控制，但它并不能完全代替日常锻炼。美国物理治疗协会的期刊《物理治疗》上发表了一项案例研究，研究重点是让一名腦性麻痺青少年使用Wii进行康复治疗；其獲认为是第一个已經发表的研究证明了游戏系统的使用有益于物理疗法。研究人员表示，该系统通过同时使用游戏康复努力来补充传统技术。2010年5月，美国心脏协会支持Wii，鼓励久坐不动的人迈出健身的第一步。Wii及其两款需要活跃运动的游戏《Wii Fit Plus》和《Wii運動 度假勝地》打上了“AHA Heart”的标志。
2008年，Wii发布2年后，任天堂承认了Wii主机的许多局限性，如主机主要是面向休闲游戏而开发的，而缺乏对“核心”玩家的关注。游戏设计师宫本茂承认Wii在高清视频输出和网络连接方面的落后使其与其竞争对手Xbox 360和PlayStation 3分离。宫本茂为Wii不支持高清图像解释称，当时高清电视的用户“还不是特别多，当然我认为五年后任天堂肯定会再出一款支持高清画面的游戏机，但当下人们使用的电视机基本都是非高清的。” 宫本茂在2013年的一次与日本杂志4Gamer的采访中表示他很后悔没有为Wii添加高清图像的支持。
Frontline工作室的一位高管称主要发行商们对为Wii发行独占游戏十分谨慎，因为他们认为消费者们对第三方公司并不是十分的支持。1UP.com的编辑杰瑞米·帕里什在他的網誌中表示任天堂是他在2007年最大的失望。在谈到缺乏高质量的第三方开发商支持时，他说:“Wii的前景是暗淡的。比任天堂64更糟。比任天堂GameCube更糟糕……由此产生的第三方内容基本上都是廉价的垃圾游戏。”《环球邮报》和《福布斯》指出，Wii与其竞争对手相比，基本没有成功的第三方游戏，其中部分原因是其较弱的机器性能。第三方开发者在开发游戏时一般不会考虑为三款游戏机同时开发游戏，而是选择直接跳过Wii。（“像《決勝時刻系列》这类风靡一时的大作基本上不是从来没有在任天堂硬件上开发过独占作品，或者就是发行一个内容阉割过的版本”）。《福布斯》调查称2011年中最成功的前几款游戏（《上古卷轴V：天际》，《质量效应3》，《傳送門2》，《黑色洛城》，《戰地風雲3》，《決勝時刻：現代戰爭3》）尽管都发布了个人电脑、Xbox 360和PlayStation 3版本，但其中只有《決勝時刻：現代戰爭3》发布了Wii的版本，而其还是整个游戏系列中评价最低的一个版本。任天堂主机上的第三方游戏的缺乏的现象可能会在未来加剧，任天堂面临着“与游戏机周期内的竞争对手脱节的困境”；微软和索尼肯定会把他们的游戏机设计得比Wii U更强大。强大和丰富的第三方游戏獲视为游戏机健康的重要标志。
《环球邮报》，在解释任天堂为何在其2011-2012财年的前六个月创纪录地亏损了9.26亿美元的原因时，指责Wii的设计“目光短浅”。Wii在发布时获得了很大的成功，主要是因为它的售价并不昂贵（因为Wii的设计并不复杂），而且Wii的体感“游戏方式”较为新鲜。但是，随着在第七世代游戏机中“用户的需求和周边硬件技术的不断发展”，这也意味着Wii的硬件将会很快过时，无法在长期的游戏机竞争中保持，如其更加先进竞争对手Xbox 360和PlayStation 3，预计支持它们使用到2012–2013年。此外，Xbox 360和PlayStation 3后来的降价和体感控制外设的发布也逐渐抵消了Wii当年的优势。《环球邮报》认为，任天堂财务表现的不佳还有其他的原因，包括日元的走强、智能手机和平板电脑（如iPad）游戏的流行、以及人们对任天堂3DS掌机的反应的不温不火。

## 销量
截至2019年9月30日，Wii在全球销售了1.0163亿台。

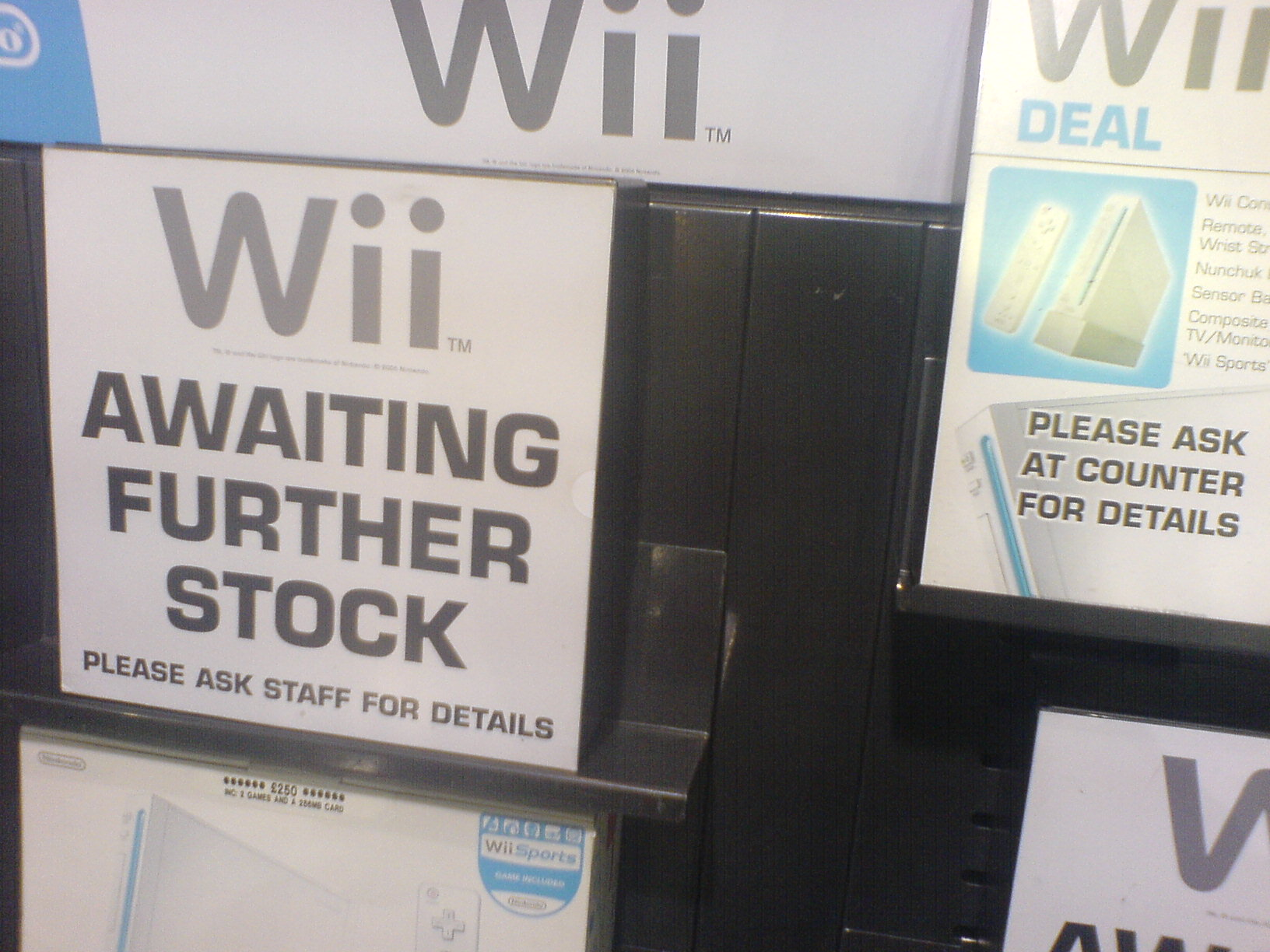
Wii于一家位于牛津街上的HMV售罄

自推出以来，Wii的月销量就普遍高于其全球竞争对手。2006年11月28日，任天堂报告称，Wii在美国上市的头8天内售出了60多万台，使其成为任天堂在2017年发布任天堂Switch之前最大的主机上市。日本最初共收到40万台Wii游戏机，并在发布两天内售出约37.2万台，其中Wii Sports和Wii Play是最畅销的游戏。任天堂2006年12月13日宣布，Wii在欧洲开售的两天内预计共售出32万5千台，在澳大利亚开售的前六天内已经售出了3万3千台，使其称为整个欧洲销售最快的游戏机和澳大利亚发售时销售速度最快游戏机。到2006年底，Wii已经在全球售出了319万台。
根据NPD集团的数据，2007年上半年，Wii在美国的销量超过了Xbox 360和PlayStation 3销量的总和。在日本市场，这一优势甚至更大，Wii在总销量上遥遥领先（从2007年11月发售到现在，Wii的每周的销量几乎都是两款主机的2:1到6:1 ）。在澳大利亚，Wii打破了Xbox 360创下的纪录，成为澳大利亚历史上销售最快的游戏机，在游戏机发布的头四天里就卖出了32,901台。它还打破了Xbox 360在澳大利亚创下的最快销售10万台的纪录，Wii在6个月零2周内达到了这一里程碑。Wii成为当时英国销售最快的游戏机，在发售后仅38周内就售出了100万台。
2007年9月12日，英国《金融时报》报道称，根据Enterbrain、NPD集团和捷孚凯的销售数据，Wii已经超过了一年前发布的Xbox 360，成为第七代家用游戏机的市场领导者。这是自超级任天堂娱乐系统以来，任天堂游戏机首次引领其一代的销售。
2007年7月11日，任天堂通告说，Wii在那一年中仍然会保持供不应求。在去年的12月，雷吉·菲尔斯-埃米透露，任天堂每月生产约180万台Wii游戏机。2007年3月，英国的一些商店仍然缺少Wii库存，2007年6月，美国的需求数量仍然超过了Wii的供应数量，2008年4月，加拿大的Wii游戏机“几乎在它碰到货架的那一瞬间就卖光了”。2008年10月，任天堂宣布，从10月到12月，Wii在北美的供应量将较2007年的水平大幅增加，全球每月将生产240万台Wii（2007年为每月160万台）。
到2008年7月1日，Wii已经在美国卖出了1090万台，根据NPD集团的数据，它已经成为第七代家用游戏机的销售冠军（并且超过了Xbox 360）。
在日本，Wii的销量在2008年1月就超过了GameCube；据Enterbrain的数据，截至2008年12月，它已售出752万6821台。根据NPD集团的数据，Wii超越了Xbox 360成为加拿大最畅销的“下一代”家庭游戏机（截至2008年4月1日已售出81.3万台），并在此前17个月中13个月是最畅销的家庭游戏机。根据NPD集团的数据，到2008年8月，Wii在加拿大共售出106万台，成为该国第7代家用游戏机销量突破百万大关的产品。根据GfKChart-Track，截至2009年1月3日，Wii在英国的第七代游戏机销售中售出了490万台。在2009年3月25日的游戏开发者大会上，岩田聪称Wii的全球出货量已经达到了5000万台。据澳大利亚捷孚凯的数据，Wii在澳大利亚发布84周内就在卖出了50多万台，超过了PlayStation 2和任天堂DS，成为最快在澳大利亚累积50万台销量的游戏机。
当微软和索尼在低价亏损销售游戏机并希望能从软件销售中获得利润时，据报道任天堂已经优化了Wii的生产成本以在销售硬件中获得可观的利润率。2007年9月17日，英国《金融时报》报道，Wii的每台直接利润可能有所不同，从日本的13美元到美国的49美元，再到欧洲的79美元。2008年12月2日，《福布斯》报道称，任天堂每卖出一台Wii游戏机就能获得6美元的营业利润。
2009年9月23日，任天堂首次宣布Wii降价。2009年12月，任天堂在美国卖出了300多万台Wii游戏机，创下了当月的地区纪录，结束了连续9个月销售下滑的局面，原因是Wii的降价和《新超级马里奥兄弟Wii》等游戏软件的发布。2010年1月31日，Wii成为任天堂最畅销的家用游戏机，销量超过6700万台，超过了原来的红白机。
2010年，Wii的销量开始下滑，比前一年下降了21%。Wii在2011年继续下滑，任天堂的季度收入下降了41%。尽管销售放缓，但任天堂报告称，2011年的“黑色星期五”售出了50多万台Wii游戏机，成为Wii历史上最成功的“黑色星期五”。Wii的销量在2012年进一步下滑，比2011年下降了一半。2012年12月7日，Wii Mini在加拿大上市的头两个月售出了3万5700台。
2013年6月30日，Wii的销量超过了1亿台，在2013年3月至6月间的销量达到了21万台。

## 法律问题
Wii游戏机、Wii遥控器和其他配件曾被提起过诉讼。
2006年6月，德克萨斯州的公司Lonestar Inventions，L.P.起诉任天堂，称该公司抄袭了Lonestar的一款电容器专利设计，并将其用于Wii游戏机。后来Lonestar同意在2009年7月20日前驳回所有指控，并与提供任天堂微处理器技术的AMD达成和解；任天堂和Lonestar是否有庭外和解条款尚不清楚。
德克萨斯州的Anascape有限公司在2006年夏天就任天堂控制器使用的振动反馈提起了专利侵权诉讼。2008年7月的一项裁决禁止任天堂在美国销售经典控制器，此外还有GameCube和Wavebird控制器。2010年4月22日，在向美国联邦巡回区上诉法院提出上诉后，联邦巡回法院做出了对任天堂有利的裁决。
2006年12月，Interlink Electronics有限公司就Wii遥控器的指向功能对任天堂提起了专利侵权诉讼，称任天堂的“侵权行为导致合理的版税损失、销售额减少和/或利润损失”。该诉讼于2007年3月被Interlink驳回。
2008年8月，Hillcrest Laboratories公司和美国国际贸易委员会向美国司法部起诉了任天堂。称Wii遥控器侵犯了它的三项专利。据称，还有第四个Hillcrest专利（用于电视屏幕上显示的图形界面）也遭到了侵犯。Hillcrest寻求禁止Wii游戏机进口美国，2009年8月24日，任天堂和Hillcrest达成协议，但协议条款没有公开披露。
2008年11月，Motiva LLC向美国国际贸易委员会对任天堂提起诉讼，称Wii侵犯了该公司的跟踪人体运动和姿势的两项专利。2013年1月，美国国际贸易委员会裁定支持任天堂，声称“Motiva的诉讼是针对它自己的财务收益，而不是鼓励采用Motiva的专利技术，”,“在成功起诉任天堂之后，Motiva的专利技术根本不可能得到合作伙伴的许可。”。委员会还裁定，任天堂没有侵犯Motiva的任何专利。
2011年9月，ThinkOptics公司就任天堂的遥控器向美国德克萨斯东区联邦地区法院提起诉讼，称Wii侵犯了其专利的Wavit Remote，这些专利分别是“基于手持视觉的绝对指向系统”、“基于手持视觉的绝对指向系统的手持设备”和“基于手持视觉的绝对指向系统”，这些专利构成了Wavit Remote的基础。他们还表示，Wii U也侵犯了他们的专利，并声称任天堂已经意识到Wii侵犯了ThinkOptics的专利。该诉讼要求法院颁布禁制令，禁止侵犯产品、权利金、 律师费和利润损失。2014年8月，该诉讼被ThinkOptics驳回。
从2012年12月开始，iLife Technologies公司对几家大公司提起了专利侵权诉讼，指控它们侵犯了一组专利，这些专利涉及“评估机构相对于环境的移动的系统和方法”，其主要针对的是医疗领域；2013年12月，任天堂被iLife起诉，称Wii遥控器侵犯了他们的专利。该诉讼要求1.44亿美元的损害赔偿，依据是该公司迄今为止售出的3600万台Wii和Wii U游戏机每台罚款4美元。2017年8月进行了陪审团庭审，陪审团做出了有利于iLife Technologies的裁决，任天堂被迫支付了1010万美元的赔偿金。虽然任天堂对这一决定提出了上诉，但美国联邦上诉法院在2017年12月维持了陪审团的决定。

### 腕带
Wii遥控器的腕带也是个问题。
2006年12月中旬，Green Welling LLP律师事务所对任天堂“有缺陷的腕带”提起了集体诉讼。几天后，任天堂宣布召回这款腕带的产品，并发布了一款新版本的腕带，改进了腕带的安全保护机制，导致后来的诉讼被撤销。
2008年12月，一位母亲在科罗拉多州提起了第二起集体诉讼，称升级后的腕带仍然存在问题。这起诉讼在2010年9月被驳回，因为任天堂发现，根据科罗拉多州消费者保护法，腕带并非故意有缺陷。

### 商标
2000年，“Weemote”一词被总部位于迈阿密的电视遥控器制造商Fobis Technologies注册为商标，后来用作他们为儿童设计的遥控器的名字。虽然拼写不同，但“Weemote”的发音与“Wiimote”完全相同，Wiimote是Wii遥控器的非官方名称。由于与Wiimote混淆，Weemote的销量出现了下滑。截至2008年，Weemote的总销量不足100万。Fobis Technologies称“Wiimote”是商标侵权，虽然许多零售商使用这一术语，但任天堂官方并未正式使用。Fobis向零售商发出了多达100封停止并终止函，并提出向任天堂出售这一商标；任天堂拒绝了这一请求，并回应称，该公司“没有使用Weemote商标，也不打算使用”。
Wii的商标申请是在2006年提出的，但直到2010年7月才獲美国政府注册。
Wii遥控器（Wii Remote）的商标申请在2008年3月被美国专利商标局驳回。美国专利及商标局表示，“遥控器（remote）”这个词很常用，因此不应该注册为商标。美国专利商标局表示，如果任天堂放弃“遥控器（remote）”一词的专有权，即“遥控器（remote）”一词只会在营销和手册中出现在“Wii”单词之后，他们将接受任天堂的商标申请；“Wii遥控器（Wii Remote）”商标于2012年7月獲得接受。

## 其他机型

### RVL-101（Wii Family Edition）

Wii家庭版主機，其標誌水平對齊，不同於原始版本。

RVL-101机型，又稱Wii Family Edition是在Wii主机系列生命周期后期发布的一个降低成本的版本，其去掉了所有任天堂GameCube功能，并缺少了原来机型上的任天堂GameCube控制器控制器端口和记忆卡插槽。另外，它也没有附带支架，因为它设计为只能水平放置。该游戏机于2011年8月17日公布，并于2011年10月23日在美国和2011年11月4日在欧洲发售。在欧洲发售时，它附带一个Wii遥控器Plus、《Wii Party》和《Wii Sports》。主机以白色机型发售，后来于2011年10月23日又发售了一款黑色的机型，并与《新超级马里奥兄弟Wii》和官方《超级马里奥银河》音轨一同出售。
2011年11月18日，该机型还在2012年的“黑色星期五”和《马里奥和索尼克在伦敦2012奥运会》游戏同时发布发布了一款蓝色机型，2012年底，任天堂在北美发布了另外一种黑色套装，内含一张同时包含《Wii Sports》和《Wii運動 度假勝地》游戏的光盘，而不是之前的《新超级马里奥兄弟Wii》游戏和《超级马里奥银河》原声带。
- 在移除顶盖后，任天堂GameCube控制器接口和记忆卡接口插槽仍然留在RVL-101机型上。
- RVL-101机型的主板上仍然可以找到残留的任天堂GameCube控制器接口和记忆卡接口插槽焊盘。

### RVL-201（Wii Mini）

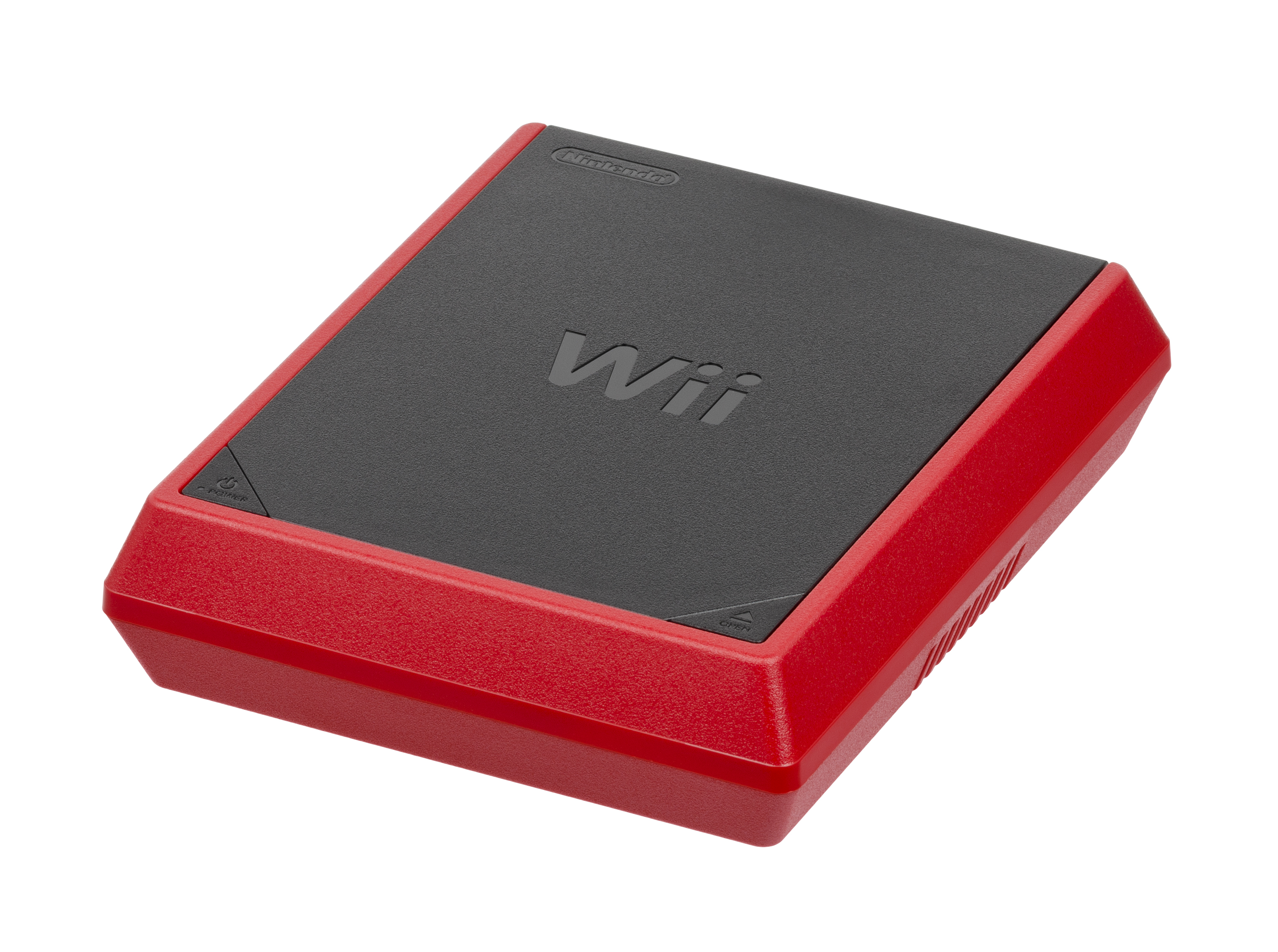
Wii Mini主機

Wii Mini（写为Wii mini）是一款体积更小、经过重新设计的Wii，配有一个上置开合式光盘驱动器。它于2012年11月27日发布，并于2012年12月7日在加拿大发布，建议零售价为99.99加拿大元。该机型随后于2013年3月22日在欧洲发布， 并于2013年11月17日在美国发布。该机型没有在日本、澳大利亚或新西兰上映。这款游戏机没有色差端子（色差视频/D端子、S-端子和RGB SCART）输出、不支持兼容GameCube、在线功能的连接、SD卡的插槽和Wi-Fi的支持，而且相较于先前机型的两个，其只有一个USB接口。最初发售的机型没有附带任何游戏，但从2013年9月18日起，在加拿大出售的Wii Mini内附《瑪利歐賽車Wii》，并在后来于美国也开始提供。任天堂利用这款游戏机和任天堂Selects系列游戏来推广低成本游戏。Wii Mini采用哑光黑色和红色边框设计，包装内含一个红色的Wii遥控器Plus和Nunchuk、复合视频/音频电缆、传感条和电源适配器。

## 继承者
任天堂在2011年E3展上宣布了Wii的继任者Wii U。Wii U的控制器拥有一块触摸螢幕，主机能够输出1080p高清图像；它完全向后兼容的Wii游戏和外设。Wii遥控器，双节棍控制器和平衡板等控制器也与Wii U游戏兼容并獲支持。Wii U于2012年11月18日在北美发售，11月30日在欧洲、澳大利亚和新西兰发售，12月8日在日本发售，11月26日在巴西发售。Wii U于2017年1月31日在全球停产。